# Tender Moments
| Recensione | Giudizio |
| ---------- | -------- |
| AllMusic   |          |

Tender Moments è l'ottavo album del pianista jazz statunitense McCoy Tyner, pubblicato dalla casa discografica Blue Note Records nel luglio del 1968.

## Tracce

### LP
Lato A
Musiche di McCoy Tyner.
1. Mode to John – 5:35
2. Man from Tanganyika – 6:47
3. The High Priest – 6:05

Lato B
Musiche di McCoy Tyner.
1. Utopia – 7:40
2. All My Yesterdays – 6:00
3. Lee Plus Three – 5:35

## Musicisti
- McCoy Tyner – pianoforte
- Lee Morgan – tromba
- Julian Priester – trombone (eccetto nel brano: Lee Plus Three)
- Bob Northern – corno francese (eccetto nel brano: Lee Plus Three)
- Howard Johnson – tuba (eccetto nel brano: Lee Plus Three)
- James Spaulding – sassofono alto, flauto (eccetto nel brano: Lee Plus Three)
- Bennie Maupin – sassofono tenore (eccetto nel brano: Lee Plus Three)
- Herbie Lewis – contrabbasso
- Joe Chambers – batteria

Note aggiuntive
- Francis Wolff – produttore, foto copertina album originale
- Registrazioni effettuate il 1º dicembre 1967 al Van Gelder Studio di Englewood Cliffs, New Jersey (Stati Uniti) [3]
- Rudy Van Gelder – ingegnere delle registrazioni
- Forlenza Venosa Associates – design copertina album originale
- Leonard Feather – note retrocopertina album originale [4]